# Rhinophis zigzag
Rhinophis zigzag là một loài rắn trong họ Uropeltidae. Loài này được Gower & Maduwage mô tả khoa học đầu tiên năm 2011.